# Bukovinka
Bukovinka (deutsch Klein Bukowin, auch Klein Bukowina) ist eine Gemeinde in Tschechien. Sie liegt 18 Kilometer nordöstlich des Stadtzentrums von Brno und gehört zum Okres Blansko.

## Geographie
Bukovinka befindet sich auf einer Anhöhe im Drahaner Bergland. Das Dorf wird von großen Waldgebieten umgeben. Im westlichen Teil des Dorfes entspringt der Bach Strhovec, nordwestlich der Křtinský potok, nördlich der Malý Rakovec und südöstlich die Říčka. Bukovinka liegt am Nordrand des Naturparks Říčky, nordöstlich befindet sich der Naturpark Rakovecké údolí.
Nachbarorte sind Rakovec, Kotvrdovice, Senetářov und Podomí im Norden, Ruprechtov im Nordosten, Pastviny und Ježkovice im Osten, Říčky, Račice und Olšany im Südosten, Vítovice, Viničné Šumice, Jezera und Hostěnice im Süden, Lhotky, Proseč und Březina im Südwesten, Bukovina im Westen sowie Rudice, Stará Huť, Chaloupky und Jedovnice im Nordwesten.
Nördlich befinden sich die Wüstungen Bystřec und Vilémov, östlich die Wüstung Sokolí, südwestlich die Wüstung Lhota und nordwestlich die Wüstung Budkovany.

## Geschichte
Legenden berichten davon, dass im Jahre 1210 beim Standort der alten Kirche eine Marienerscheinung erfolgt sein soll. Nachfolgend lebten hier Einsiedler und kümmerten sich um die Marienstatue. Die erste schriftliche Erwähnung des Ortes erfolgte 1268, als Hartmann von Hohlenstein das zur Herrschaft Jedovnice gehörige Dorf Bukovina nach seinem Ableben dem Prämonstratenserkloster Obrowitz stiftete. Wahrscheinlich wurde die Kirche wenig später errichtet. 1283 wurde die Schenkung über das Dorf Bukovina mit der Kirche und Wäldern sowie dem Hof Bukovina bestätigt und vollzogen. Während der Hussitenkriege wurde die Kirche beschädigt und später durch den letzten Eremiten Pavel wieder hergerichtet. Nachdem dieser 1475 verstorben war, wurde die Statue der Maria mit dem Jesuskind nach Křtiny verbracht. In den Jahren 1558, 1571, 1577 und 1584 wurde die Gegend von Pestepidemien heimgesucht. Während des Dreißigjährigen Krieges wurde Bukovinka 1645 von schwedischen Truppen geplündert. Durch Verrat des Bauern Vokoun aus Olomučany eroberten die Schweden dabei die Burg Nový hrad und brannten sie nieder. Das älteste Ortssiegel stammt aus dem Jahre 1668 und trägt die Inschrift Wubec Male Bukovinky. Noch 1673 waren die Folgen des Dreißigjährigen Krieges spürbar, sechs der 21 Anwesen des Dorfes lagen wüst. 1750 bestand Malaá Bukovina aus 19 Wirtschaften. 1772 brannte die Kirche nieder. Nach der Aufhebung des Klosters im Zuge der josephinischen Reformen wurde Malá Bukovina 1784 Teil der weltlichen Herrschaft Obrowitz und war dem Gut Kiritein untertänig. 1790 lebten in den 30 Häusern des Dorfes 161 Menschen. Die erste Dorfschule wurde 1804 errichtet. 1830 verkaufte die k.k. Staatsgüter-Veräußerungs-Kommission die Herrschaft Obrowitz mit allem Zubehör meistbietend für 222000 Gulden an Franz Xaver von Dietrichstein-Proskau. 1834 hatte das Dorf 298 Einwohner.
Nach der Aufhebung der Patrimonialherrschaften bildete Malá Bukovina/Klein Bukowina ab 1850 eine politische Gemeinde in der Bezirkshauptmannschaft Brünn. 1869 hatte das Dorf 373 Einwohner. Seit dem Ende des 19. Jahrhunderts wird der Ortsname Bukovinka verwendet. Im Jahre 1890 war Bukovinka auf 66 Häuser angewachsen. Das Dorf hatte 449, sämtlich katholische, Einwohner, die mit Ausnahme von drei Deutschen der tschechischen Volksgruppe angehörten. 1921 wurde Bukovinka dem Okres Brno-venkov zugeordnet. Seit 1948 gehört die Gemeinde zum Okres Blansko. Im Jahre 2001 lebten in Bukovinka 309 Menschen. Pfarrort ist Křtiny.

## Gemeindegliederung
Für die Gemeinde Bukovinka sind keine Ortsteile ausgewiesen. Zu Bukovinka gehört die Einschicht Rakovec.

## Sehenswürdigkeiten

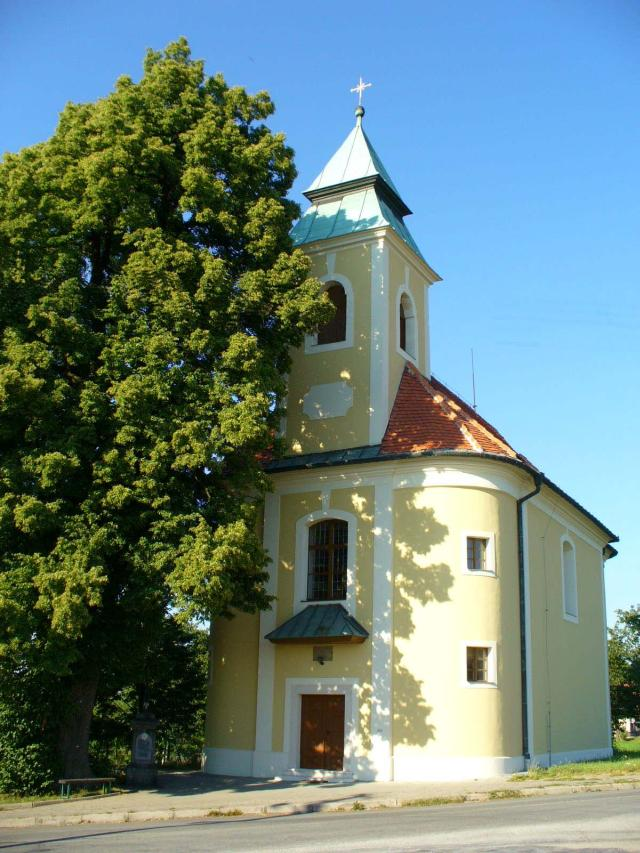
Kirche Maria Himmelfahrt

- barocke Filialkirche Maria Himmelfahrt, sie wurde 1773 südlich der früheren Kirche errichtet
- Ruine der Friedhofskapelle, die Kapelle ist ein Überrest der 1772 abgebrannten Kirche aus dem 13. Jahrhundert. Um die Kapelle befand sich der alte Friedhof.
- Marienkapelle aus dem 19. Jahrhundert
- Denkmal für die Opfer beider Weltkriege
- Naturreservat Rakovec, nördlich des Ortes
- Drei Fichten auf der Wüstung Vilémov